# Dysithamnus puncticeps
Dysithamnus puncticeps là một loài chim trong họ Thamnophilidae.